# Historia del pensamiento económico (libro)
Historia del pensamiento económico en una perspectiva austriaca es una obra en dos volúmenes escrita por Murray Rothbard. Rothbard originalmente buscaba escribir un libro de tamaño regular sobre Adam Smith hasta la era contemporánea, pero expandió el enfoque del proyecto e incluyó economistas que preceden a Smith para abarcar varios volúmenes. Rothbard solo completó los dos primeros volúmenes, El pensamiento económico antes de Adam Smith y La economía clásica.